# Lowell (Arkansas)
Pour les articles homonymes, voir Lowell.
Lowell est une municipalité du comté de Benton, dans l’État de l’Arkansas aux États-Unis.

## Démographie
| 1910 | 1920 | 1930 | 1940 | 1950 | 1960 |
| ---- | ---- | ---- | ---- | ---- | ---- |
| 193  | 227  | 262  | 271  | 341  | 277  |

| 1970 | 1980  | 1990  | 2000  | 2010  | - |
| ---- | ----- | ----- | ----- | ----- | - |
| 653  | 1 078 | 1 224 | 5 013 | 7 327 | - |